# 9260 Edwardolson
9260 Edwardolson è un asteroide della fascia principale. Scoperto nel 1953, presenta un'orbita caratterizzata da un semiasse maggiore pari a 2,2894765 UA e da un'eccentricità di 0,2301594, inclinata di 5,09902° rispetto all'eclittica.